# 大滇蕨藓属
大滇蕨藓属（学名：Pseudopterobryum）为蕨藓科的一个属。

## 物种
本属包括以下物种：
- 大滇蕨藓 Pseudopterobryum laticuspis
- 滇蕨藓 Pseudopterobryum tenuicuspes